# Cristianos Alemanes
Los Cristianos Alemanes (en alemán: Deutsche Christen) fue un grupo de presión iniciado por un grupo de clérigos y feligreses de la Iglesia Evangélica Alemana en 1933, quienes propusieron y difundieron una "fusión" de elementos del cristianismo y del nazismo para plegarse a la ideología de la Alemania nazi, sin afectar sus creencias.

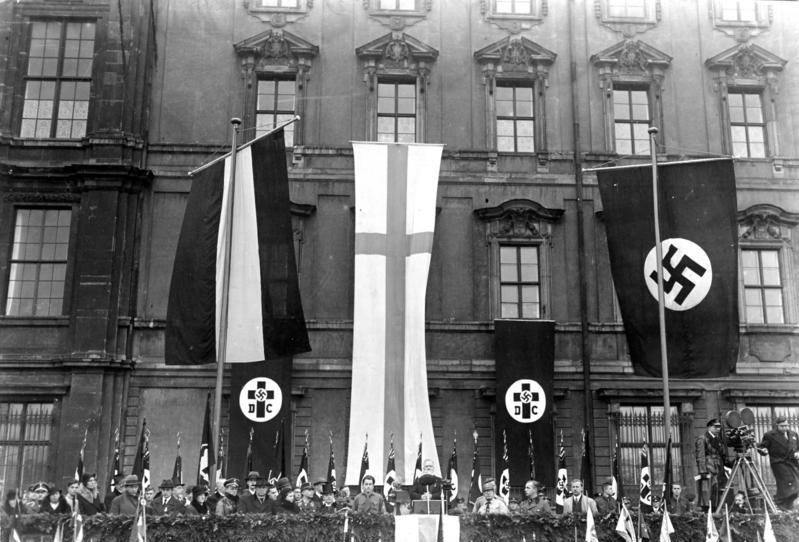
Los Cristianos Alemanes celebrando el "Día de Lutero" en Berlín el año 1933.

Bandera de los Cristianos Alemanes

## Doctrinas
El antisemitismo era un pensamiento bastante difundido en Alemania en la fecha de la instauración del nazismo y ya existían clérigos protestantes que abrigaban ideas antisemitas, quienes vieron con aprobación el surgimiento del régimen nazi como enemigo de los judíos, del comunismo y del liberalismo. El nacionalismo extremo de los nazis también invitaba a ciertos pastores protestantes a postular la posibilidad de crear un "cristianismo ario" que fuera compatible con las doctrinas nazis.
Líderes conservadores del protestantismo alemán aceptaron la idea de que la "singularidad nacional" de Alemania justificaba que el cristianismo debiera adaptarse a las necesidades nacionales germanas. El hecho de que la Reforma protestante naciera precisamente en Alemania, con la postulación de Las noventa y cinco tesis de Martín Lutero en 1517, fortalecía la idea de que Alemania tenía un "lugar preeminente" en la tradición del protestantismo en consonancia con la ideología nazi que atribuía al pueblo alemán una superioridad racial. 
En contraste, el hecho de que la Iglesia católica estuviese gobernada por una autoridad supranacional como la Santa Sede, permitía a los clérigos protestantes condenar al catolicismo como "elemento poco fiable" para el nacionalismo alemán en tanto debía obediencia a una autoridad extranjera (el Papado), admitía como líderes religiosos (obispos y cardenales) a individuos de naciones no alemanas y por su "universalidad" estaba sujeto a influencias foráneas. 
De igual manera los Cristianos Alemanes propugnaban "germanizar" el cristianismo eliminando los elementos judíos de la fe cristiana (como el Antiguo Testamento), declarar la condición "aria" de Jesucristo (negando su condición étnica de judío), insistir en el acatamiento absoluto hacia toda autoridad terrenal civil (basándose en una epístola de San Pablo) y haciendo coincidir la doctrina de la salvación cristiana con el expansionismo alemán, al extremo de considerar a Hitler como "completador de la Reforma". Todo este conjunto de ideas, cercanas al sincretismo, fueron llamadas "cristianismo positivo".

## Actividad
Los Cristianos Alemanes fueron fundados por el obispo protestante Joachin Hossenfelder y el teólogo Ludwig Müller en 1931, pero constituían un movimiento pequeño y marginal antes del ascenso de Hitler al poder en Alemania. Después de la instauración del nazismo en 1933, logran mayor importancia y son estimados por el nuevo régimen como herramienta útil para controlar a las diversas iglesias protestantes de Alemania (luterana, calvinista, presbiteriana, congregacional, metodista) y realizar una Gleichschaltung de éstas para unirlas en un solo grupo al servicio del nazismo. Para esto el líder de los Cristianos Alemanes, el teólogo Ludwig Müller, presentó el proyecto de establecer una "Iglesia Evangélica Alemana" (Deutsche Evangelische Kirche o DEK).
Las iglesias protestantes de Alemania aceptaron el plan para evitar conflictos con el régimen nazi, fijándose una elección en mayo de 1933 para designar al superintendente de la DEK, postulándose a Ludwig Müller para esta elección. No obstante, Müller carecía de real adhesión entre los clérigos protestantes y parecía excesivamente dócil al nazismo. En la elección resultó vencedor el pastor Friedrich von Bodelschwingh, un opositor al nazismo. Adolf Hitler reaccionó furiosamente al ser rechazado su candidato y el régimen empezó a hostilizar a la DEK, cerrando entidades religiosas, destituyendo o arrestando a pastores y clérigos. Ante estas presiones, Friedrich von Bodelschwingh renunció en julio de 1933 para permitir a Müller tomar el control de la DEK.
Inmediatamente, Müller tomó medidas acordes con las políticas nazis, imponiendo el "Párrafo Ario" (Arierparagraph) en la DEK: se destituyeron clérigos de origen judío o casados con mujeres de sangre judía, se prohibió la conversión y bautizo de judíos en las iglesias protestantes, y se otorgó aprobación a aspectos de la ideología nazi que pudieran ser conflictivos con la fe cristiana, reiterando, por ejemplo, que el antisemitismo estaba justificado al haber sido el pueblo judío "el asesino de Jesucristo". Como reacción, el año 1934 se fundó la Iglesia Confesante liderada por los pastores Martin Niemöller y Dietrich Bonhoeffer como organización protestante opuesta a la orientación pronazi de la DEK, siendo que los líderes "confesantes" pronto sufrieron persecución de las autoridades hitlerianas.
Los "Cristianos Alemanes" mantuvieron el control sobre la DEK durante la existencia del Tercer Reich, pero el inevitable choque entre nazismo y cristianismo hizo que la propia DEK perdiera influencia real sobre los feligreses protestantes desde 1937 al presionar a las diversas iglesias para que aceptaran y aprobaran las doctrinas del nazismo, inclusive en sus aspectos más anticristianos. El régimen nazi dispuso que los asuntos religiosos fueran finalmente tramitados mediante entidades administrativas gubernamentales, si bien permitió que los Cristianos Alemanes se mantuvieran activos hasta 1945.